# Naturschutzgebiet Rothes Moor bei Wesenberg
Koordinaten: 53° 16′ 39,7″ N, 13° 1′ 30,4″ O
Das Naturschutzgebiet Rothes Moor bei Wesenberg ist ein 81 Hektar umfassendes Naturschutzgebiet in Mecklenburg-Vorpommern drei Kilometer östlich von Wesenberg. Die Unterschutzstellung erfolgte am 2. März 1972 mit dem Zweck, ein ausgetorftes Moor mit einer großen Wasserfläche als wichtiges Brut- und Rastgebiet für zahlreiche Vogelarten zu schützen und zu entwickeln.
Der aktuelle Gebietszustand wird als befriedigend eingeschätzt. Renaturierungsmaßnahmen der letzten Jahre, die zur Erhöhung des Wasserspiegels führen sollten, waren bisher nur gering erfolgreich. Das Gewässer wird weiterhin illegal beangelt. Es existieren keine Wege im Schutzgebiet, sodass ein Betreten nicht möglich ist. Ein Waldweg im Osten bietet Einblicke in die Flächen.

## Geschichte und Wasserhaushalt
Das Naturschutzgebiet liegt in einer eiszeitlich entstandenen Sanderlandschaft. Das Rothe Moor entstand als Ausschürfung durch Gletschereis. Die zunächst offene Wasserfläche vermoorte mit einem Versumpfungsmoor in Folge, wurde jedoch im feuchteren Boreal überflutet und von bis zu 2 Meter mächtigen Kalkmudden überlagert. Auch dieses Gewässer verlandete und ein 20 Hektar umfassendes Kesselmoor konnte aufwachsen. Im 19. Jahrhundert wurde der ursprünglich abflusslose See in Richtung Norden entwässert und der Seespiegel abgesenkt. Verlandungsprozesse beschleunigten sich und Gehölze konnte in die Flächen einwandern. Kleinflächig wurden Torfstiche angelegt. Aktuell befindet sich im zentralen Teil des Schutzgebiets ein 250 Meter langer Moorsee, der von Schwingdecken und Gehölzen umgeben ist.

## Pflanzen- und Tierwelt
Zahlreiche seltene Arten, vor allem Orchideen, sind seit der Absenkung des Seespiegels verschwunden. Die Schwingdecken bilden Torfmoose, Seggen, Simsen, Rosmarinheide, Kammfarn und Zwerg-Igelkolben. Eingestreut wachsen Wollgras, Moorbirke und Rundblättriger Sonnentau. Landseitig schließen auf Mineralboden Pfeifengras, Sprossender Bärlapp, Deutsches Geißblatt, Harz-Labkraut, Breitblättriger Dornfarn sowie Bruchwälder mit Erle und Kiefer an. Im Gebiet kommen Fisch- und Seeadler vor. Brutvögel sind Zwergtaucher, Bekassine und Waldschnepfe. Der Fischotter lebt im Gebiet. Hervorhebenswert ist weiterhin das Vorkommen der Kreuzotter.